# Moros i Cristians de Montfort
Les Festes de Moros i Cristians de Montfort (Vinalopó Mitjà) se celebren del 5 al 9 de desembre en honor de la Puríssima Concepció, patrona de la vila. Van ser declarades d'Interés Turístic Provincial el 2009, per la consellera de Turisme i presidenta de l'Agència Valenciana del Turisme.

## Història

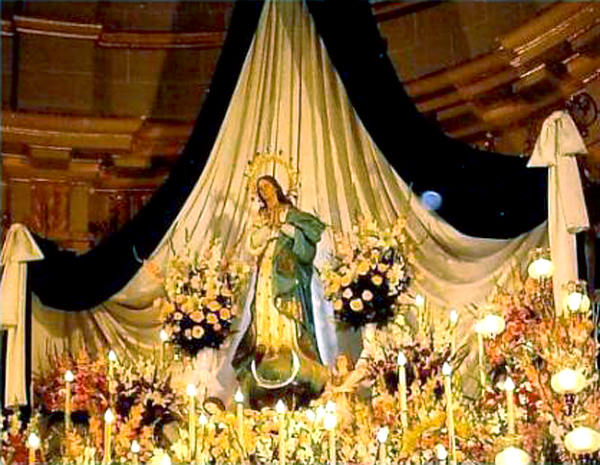
"Immaculada Concepció de Montfort durant les festes en l'Altar Major envoltada de flors després de l'ofrena dels festers"

La primera soldadesca (similar a l'alardo) en honor de la Puríssima va tindre lloc el 8 de desembre de 1769, la qual es va repetir en anys successius. D'aquesta manera, l'origen de la devoció a la Immaculada Concepció es remunta al segle xviii, quan el bisbe d'Oriola va substituir el tradicional patró Sant Jaume per la Immaculada Concepció. Així, les festes patronals passarien de celebrar-se del juliol al desembre, ja que el huité dia d'aquest mes és el de la patrona. La festa religiosa sorgida al segle xviii, en la seua major part finançada pels veïns, també estaria present als carrers. Tot això va provocar la introducció de festejos populars a les tradicionals festes religioses, i així, al mateix temps que s'oficiaven misses, sermons i processons, també trobem màscares, balls, focs artificials i soldadesques. Cal destacar la inclusió d'aquestes festes en l'Expedient de Germandats, Confraries i Festes, citat en un cabildo de 1770. Aquest expedient va ser realitzat pel Consell de Castella per recollir dades de totes les germadats, confraries i festes que es duien a terme i així controlar la desmesurada despesa que el Consell considerava que es realitzava a les festes.
D'altra banda, la primera notícia que trobem sobre la denominació d'aquesta celebració com a «Festes de Moros i Cristians» la trobem el 1881. Al pas del segle xix i segle xx, la festa va ser suspesa durant diversos anys. De 1919 a 1967, la festa se celebrava únicament si la situació econòmica el permetia, la qual cosa no deixava que el nombre de festers (entre 80 i 120) s'ampliara. Seria a partir de 1968 quan la festa es consolidaria. La Unió de Festes es dissoldria definitivament aquell any i tindria lloc la fundació de les tres comparses: Moros, Cristians i Contrabandistes, a més de l'augment del nombre de festers fins a 1100. Montfort és també un dels set socis fundadors de la UNDEF (Unió Nacional d'Entitats Festeres).
Un altre fet a ressaltar és el de la incorporació participativa de la dona a les festes. Va ser cap a l'any 1946, moment en què una dona va desfilar per primera vegada com a banderera cristiana.

## Actes festers[4]

### Diumenges de Tambor
En l'actualitat, les festes s'inicien amb l'eixida del tambor els quatre diumenges previs al 5 de desembre. Els primers ixen de cadascuna de les seus de les tres comparses i el quart i últim, des de l'Ajuntament.

### 5 de desembre
- 19.00 - Santa Missa
- 20.00 - Ofrena de flors a la Puríssima. Una esquadra de cada comparsa acompanya les autoritats i els càrrecs festers fins a l'Església de la Nostra Senyora de les Neus. Acabada la mateixa, es canta la Salve Regina i l'Himne a la Puríssima.
- 21.00 - Pregó de les Festes. Des de les balconades de l'Excm. Ajuntament de Montfort. S'inicien després de la Marxa Reial i finalitzen amb l'Himne de Montfort.
- 00.00 - Gran Alborada i Volteig General de Campanes
- 00.30 - Retreta. Eixida des de la Plaça d'Espanya.

### 6 de desembre
- 11.00 - Santa Missa
- 18.30 - Desfilada General de Comparses. (Itinerari: Avinguda d'Alacant i Avinguda de la Constitució)

### 7 de desembre
- 08.00 - Volteig General de Campanes
- 08.30 - Santa Missa
- 09.00 - Cercaviles. Partint des de les seues respectives seus socials, cada comparsa arreplega els seus càrrecs festers a les casernes corresponents.
- 10.30 - Des de l'Excm. Ajuntament ascendeixen les comparses fins a l'Església de la Nostra Senyora de les Neus. Les autoritats són acompanyades per la Comparsa dels Moros.
- 11.00 - Missa Solemne. Cantada pel cor parroquial.
- 12.00 - Finalitzada la Missa Solemne, les tres comparses inicien la desfilada fins a arribar al castell de les ambaixades.
- 13.00 - Arenga i Ambaixada Contrabandista
- 16.00 - Guerrilla. Als voltants del castell de les ambaixades.
- 17.00 - Arenga i Ambaixada Mora
- 19.00 - Desfilada "Baixada de les Guerrilles". (Itinerari: Calle Reyes Catòlics i Avinguda d'Alacant; Ordre: Comparsa dels Moros, Comparsa dels Contrabandistes i Comparsa dels Cristians).

### 8 de desembre
- 08.00 - Volteig General de Campanes
- 08.30 - Santa Missa
- 09.00 - Cercaviles. Partint des de les seues respectives seus socials, cada comparsa arreplega els seus càrrecs festers a les casernes corresponents.
- 10.00 - Des de l'Excm. Ajuntament ascendeixen les comparses fins a l'Església de la Nostra Senyora de les Neus. Les autoritats són acompanyades per la Comparsa dels Cristians.
- 10.30 - Missa Solemne. Cantada per la coral monfortina.
- 12.30 - Desfilada General de Comparses. (Itinerari: Avinguda d'Alacant i Avinguda de la Constitució).
- 16.00 - Guerrilla. Als voltants del castell de les ambaixades.
- 17.00 - Arenga i Ambaixada Cristiana
- 18.00 - Santa Missa
- 18.30 - Desfilada "Baixada de les Guerrilles". (Itinerari: Calle Reyes Catòlics i Avinguda d'Alacant; Ordre: Comparsa dels Cristians, Comparsa dels Contrabandistes i Comparsa dels Moros).
- 21.00 - Solemne Processó. Autoritats, festers, bandes de música i el poble en general acompanyen a la sagrada imatge de la patrona, la Immaculada Concepció, que és portada a coll per components de la Comparsa Contrabandistes. Finalitzada la Processó, gran castell de focs artificials en honor de la patrona.

### 9 de desembre
- 09.00 - Alegre Diana
- 10.00 - Cercaviles de les tres comparses pels carrers de la vila
- 11.00 - Missa d'Acció de Gràcies i Homenatge als Difunts
- 17.00 - Tradicional Lliurament de Banderes. Eixida des de la Plaça d'Espanya.

### Del 10 al 18 de desembre
- A les vesprades - Rosari, Novena i Santa Missa.

## Mig any fester de Moros i Cristians
El mig any fester se celebra el primer cap de setmana de juny, quan queden sis mesos per a l'arribada de les festes. A més, durant les setmanes prèvies i posteriors, les diferents comparses realitzen les seues presentacions de càrrecs. L'acte central, celebrat la nit del dissabte, és la Gran Revetlla i Presentació dels Càrrecs Festers, realitzada a partir de la remodelació de la Glorieta en aquest espai central a l'aire lliure del municipi. Els actes que es realitzen durant aquests dies són tant de caràcter religiós com fester, concerts, degustacions de coques montfortines, cercaviles, desfilades i parcs infantils per als més menuts.